# Markus Pröll
Markus Pröll és un exfutbolista alemany. Va començar com a futbolista al VfR Flamersheim i va jugar a les lligues alemanya i grega abans de retirar-se.